# 甘泉新村
甘泉新村是中華人民共和國上海市普陀區東北部的一個居民社區，始建於1953年，得名自甘泉路。甘泉新村佔地面積71公頃，建築面積30萬平方米。甘泉新村區域內的甘泉苑是上海市首個全國文明小區。